# Mugahura
Mugahura är ett vattendrag i Burundi.   Det ligger i provinsen Muyinga, i den norra delen av landet, 120 kilometer nordost om huvudstaden Bujumbura.
Omgivningarna runt Mugahura är en mosaik av jordbruksmark och naturlig växtlighet. Runt Mugahura är det ganska tätbefolkat, med 230 invånare per kvadratkilometer.